# Scintille (Zucchero Fornaciari)
Scintille è un singolo del cantante italiano Zucchero Fornaciari pubblicato il 22 novembre 2002 dalla Polydor e dalla Universal Music, come settimo ed ultimo estratto dall'album Shake del 2001.

## Descrizione
Il brano, la cui versione inglese si intitola Sparkling Meadows, è stato scritto interamente da Zucchero ed è stato pubblicato nell'album Shake, ed estratto come sesto singolo in Italia, settimo in totale.

## Tracce
- COD: Universal 5002 758

1. Scintille (Radio Edit) – 4:35 (Zucchero)
2. Sparkling Meadows (Radio Edit) – 4:35 (testo: Zucchero, S. E. Davis – musica: Zucchero)